# Лудвиг Карл Мария Баварски
Лудвиг Карл Мария Антон Йозеф Баварски (на немски: Ludwig Karl Maria Anton Joseph Prinz von Bayern; * 22 юни 1913, дворец Нимфенбург, Мюнхен; † 17 октомври 2008, дворец Лойтщетен, Щарнберг) от фамилията Вителсбахи (линията Пфалц-Биркенфелд-Бишвайлер), е последният роден принц на Бавария преди да се премахне монархията в Бавария.

## Биография
Той е големият син на принц Франц Мария Луитполд Баварски (1875 – 1957) и съпругата му принцеса Изабела Антония фон Крой (1890 – 1982), дъщеря на херцог Карл Алфред фон Крой (1859 – 1906) и принцеса и херцогиня Мари-Лудмила фон Аренберг (1870 – 1953). Внук е на последния баварски крал Лудвиг III Баварски (1845 – 1921) и ерцхерцогиня Мария Тереза Австрийска-Есте (1849 – 1919).
След гимназията Максимилиан в Мюнхен и военната си служба принц Лудвиг Баварски следва лесничейство в Унгария. При започването на Втората Световна война той служи в трупата на планинарите, но по политически причини е освободен от активна служба. През 1943 г. Лудвиг Баварски напуска Германия заради нацистите и отива в Унгария.
Лудвиг Баварски поема от наследството на баба си Вителсбахската конюшна Шарвар в Унгария. При края на войната той закарва конете през руските линии в Лойтщетен. Той развъжда прочутия „Лойтщетски кон“.
След края на войната Лудвиг Баварски е за кратко член на временния общински съвет на Лойтщетен. По-късно е безпартиен народен представител за ФДП в окръг Щарнберг.
Лудвиг Баварски се жени на 19 юли 1950 г. в дворец Лойтщетен, Щарнберг, и на 20 юли 1950 г. в Нимфенбург, Мюнхен, за братовчедката си принцеса Ирмингард Баварска (* 29 май 1923, Берхтесгаден; † 23 октомври 2010), дъщеря на последния наследствен трон-принц Рупрехт Баварски (1869 – 1955) и принцеса Антония Люксембургска (1899 – 1954). След смъртта на трон-принц Рупрехт Баварски през 1955 г. Лудвиг и съпругата му Ирмингард живеят в дворец Лойтщетен.
Людвиг Баварски е великприор на баварския „Орден Свети Георги“, кавалер на Ордена Свети Хуберт и от 1960 г. – рицар на Ордена на Златното руно.
Умира от пневмония в дворец Лойтщетен в Щарнберг на 95 години на 17 октомври 2008 г. Погребан е в сряда на 22 октомври 2008 г. в фамилното гробище в манастир Андекс.

## Деца
Лудвиг Баварски и Ирмингард Баварска имат децата:
- Луитполд Рупрехт Хайнрих Баварски (*14 април 1951, Лойщетен), женен на 26 септември 1979 г. за Катрин Беатрикс Виганд (* 19 септември 1951, Мюнхен), дъщеря на Герд Виганд и Еллен Шумахер. Те имат пет деца и четири внуци.
- Ирмингард Мария (*/ † 3 януари 1953, Мюнхен)
- Филипа (*/† 26 юни 1954, Лойтщетен)